# Det tyske kejserriges hær
Det tyske kejserriges hær, som ifølge artikel 60 i det tyske riges grundlov hed Deutsches Heer, er betegnelsen for Tysklands hær fra rigets samling i 1871 til etableringen af Reichswehr efter nederlaget i 1. verdenskrig i 1919.
I såvel krig som fred havde hæren kejseren som øverstbefalende. Den bestod af hærene fra de tyske stater Preussen, Bayern, Sachsen og Württemberg. Enhederne fra de andre tyske stater stod under preussisk ledelse, eller indgik i den preussiske hær. De bayerske, saksiske og württembergske hære var i fredstid underlagt deres respektive regenter. Deres forvaltning var underlagt egne krigsministerier. Den bayerske hær var en selvstændig del af den tyske hær med egen nummerering af enheder. De saksiske og württembergske hære udgjorde særskilte armékorps i det tyske kejserriges hær. Også enhederne fra de øvrige tyske stater udgjorde særskilte enheder, f.eks. regimenter eller som fyrstedømmet Lippe en bataljon. Württembergske officerer blev videreuddannet i den preussiske hær.
Det tyske kejserriges flåde og Schutztruppe var direkte underlagt kejseren og rigets forvaltning. Kejseren havde også i fredstid ret til at fastsætte troppestyrken og deres placering i garnisoner, anlægge fæstninger og ret og pligt til at gennemføre en ensartet organisation og formering, bevæbning og kommando samt uddannelse og træning af officerer og mandskab. Militærbudgettet blev fastlagt af parlamenterne i de enkelte stater og rigsdagen.

## Indledning
Hær og marine var ifølge forfatningen i vidt omfang underlagt kejseren. En parlamentarisk kontrol var etableret i form af at rigsdagen og de forskellige landdage skulle godkende militærbevillingerne. Grænserne for den næsten enevældige ledelsesmagt var i den forbindelse dårligt nok defineret. Militæret forblev derfor en vigtig del af fundamentet under monarkiet. Under kejseren var der militærkabinettet, det preussiske krigsministerium og generalstaben. De tre institutioner var til tider i strid om deres indbyrdes kompetencer. Især generalstaben forsøgte at få indflydelse på de politiske beslutninger. Det skete allerede under Helmuth Karl Bernhard von Moltke og senere under Alfred von Waldersee. Det samme var tilfældet med Alfred von Tirpitz i flådespørgsmål.
Den tætte tilknytning til monarkiet afspejledes i starten af det stærkt adeligt prægede officerskorps. Også senere fastholdt adelen en stærk stilling især blandt de højtstående officerer, men i takt med hærens og flådens udbygning voksede andelen af borgerlige officerer. Adelens funktion som forbillede sørgede udover en indre socialisering i militæret også for at den borgerlige gruppes selvforståelse ikke afveg fra den adeliges i nævneværdig grad.
Mellem 1848 og 1860'erne så det øvrige samfund nærmest med mistro på militæret. Dette ændrede sig efter sejrene i krigene der førte til Tysklands samling (2. slesvigske krig, Preussisk-østrigske krig og Fransk-preussiske krig) mellem 1864-1871. Militæret blev til et centralt element i den voksende tysk nationale patriotisme. Kritik af militæret blev anset for upassende. Trods det støttede partierne ikke ubetinget en forøgelse af hæren. Således nåede de væbnede styrker først i 1890 op på den i grundloven fastlagte fredsstyrke på en 1 % af befolkningen, svarende til 490.000 mand.. I de følgende år blev hæren yderligere udvidet. Mellem 1898 og 1911 krævede den bekostelige flådeoprustning indskrænkninger i hæren. Bemærkelsesværdigt er det, at i denne periode var selv generalstaben modstander af en yderligere udbygning af troppestyrken, idet den var bange for at få flere borgerlige officerer på bekostning af de adelige. I denne periode blev Schlieffenplanen udarbejdet, som indeholdt konceptet for en mulig tofrontskrig mod Frankrig og Rusland med deltagelse af Storbritannien på modstandernes side. Efter 1911 blev hæren udvidet i stort tempo. Den for gennemførelsen af Schlieffenplanen nødvendige troppestyrke nåede man dog ikke op på.
Hæren fik i løbet af kejserrigets tid en stærk stilling i samfundet. Officerskorpset blev af de toneangivende dele af befolkningen betragtet som "de første i staten". Dets verdensbillede var præget af troskab mod monarkiet og forsvar af regentens rettigheder. Det var konservativt, antisocialistisk og grundlæggende antiparlamentarisk. Det militære adfærds- og æreskodeks prægede også store dele af det omgivende samfund. Også for mange borgere blev den status der fulgte med at være reserveofficer et attråværdigt mål.
Militæret havde uden tvivl også betydning for etableringen af en fælles tysk nation. Den fælles tjeneste forbedrede integrationen af den katolske befolkning i det protestantisk prægede rige. Selv arbejderne var ikke immune overfor militærets udstråling. I den forbindelse spillede den lange værnepligtstid på 2 eller 3 år i den såkaldte "nationens skole", som man begyndte at betragte hæren som, en stor rolle.
Overalt i riget blev de nye soldaterforeninger (Kriegervereine) bærere af militære værdier og en militært præget verdensanskuelse. Hvilken bred effekt disse grupper udøvede kan man se af medlemstallet på 2,9 mio. i Kyffhäuserbund (1913). Denne forening var dermed den største i riget. De af staten støttede foreninger skulle fremme militærvenlige, nationale og monarkistiske følelser og gøre medlemmerne immune overfor socialdemokratisme.

## Historie
Allerede i forfatningen for det Nordtyske forbund, som var den umiddelbare forgænger til det tyske kejserrige, blev der gennemført en standardisering af hærene ved at de små staters tropper blev indlemmet i den preussiske hær. Kun Sachsen havde taget forbehold om særlige rettigheder for sin hær ved indlemmelsen i det Nordtyske forbund. Efter sejren over Frankrig indtrådte også de sydtyske stater, dvs. storfyrstendømmerne Baden og Hessen samt kongerigerne Bayern og Württemberg i det Nordtyske forbund. Württemberg og Bayern fastholdt nogle forbehold, såsom fastholdelsen af egne hærorganisationer. Først i tilfælde af krig ville de bayeriske tropper blive underlagt fælles kommando, mens de württembergske og saksiske tropper allerede i fredstid var underlagt den store generalstab. Forvaltningen af de württembergske og saksiske tropper skete dog fra krigsministerierne i Stuttgart og Dresden.
Dette organisatoriske roderi var i begyndelsen af 1. verdenskrig årsag til betydelige vanskeligheder, da krigsministerierne i Berlin, Stuttgart, München og Dresden ikke havde koordineret materielanskaffelsen, og udrustningen i de forskellige hære afveg derfor fra hinanden i betydelig grad. Dette førte til sidst til, at man i 1917 oprettede "Normenausschusses der deutschen Industrie", forløberen for Deutsches Institut für Normung og de velkendte "DIN-Normer".

## Juridisk grundlag
Grundlaget for størrelsen og organisationen af den tyske hær var især fastlagt i:
1. Rigsforfatningen af 16. april 1871
2. Forbundet mellem det Nordtyske forbund og Bayern af 23. november 1870
3. Militærkonventionen mellem det Nordtyske forbund og Württemberg af 21./25. november 1870 [4]
4. Konventionerne mellem Preussen og Sachsen af 7. februar 1867
5. Konventionerne mellem Preussen og de øvrige forbundsstater
6. Rigsmilitærloven af 2. maj 1874
7. Lovene vedrørende den tyske hærs fredsstyrke.

## Ledelsesprincipper i den tyske hær
Herom skrev den israelske militærhistoriker Martin van Creveld: "I modsætning til den alment udbredte kliche om "kadaverdisciplin" og preussisk disciplin havde den tyske hær i det mindste fra den ældre Moltkes tid altid lagt vægt på den afgørende betydning af selvstændigt initiativ og ansvarlighed – selv på de laveste rangtrin".
Allerede siden Frederik den Stores tid blev officerer konsekvent opdraget til at handle selvstændigt.
Et citat fra Frederik den Store illustrerer dette:
| Citat | Jeg har gjort ham til general, så han ved, hvornår han skal være ulydig | Citat |
|       |                                                                         |       |

Som eksempel på hvorledes den preussiske lydighed skulle forstås kan fremhæves en hændelse fra Slaget ved Zorndorf. Seydlitz nægtede flere gange at udføre kongens befaling om at gribe ind i slaget med sine kavalerienheder, selv om han blev truet med at "han ville med sit hoved blive holdt ansvarlig for slagets udgang". Seydlitz greb først ind da han med sit angreb i flanken kunne opnå den maksimale virkning med sit angreb. Dette var af stor betydning for sejren. Seydlitz adlød ikke kongens befaling bogstaveligt, men efter meningen.
En hurtig udvikling indledtes i Preussen efter 1806, og efter 1888 blev opgavetaktikken ved "Exerzierreglement für die Infanterie" obligatorisk i den preussiske hær og blev senere overført til de andre hære og senere videreudviklet i Reichswehr.
Andre elementer er grundsætninger som f.eks. Ledelse fra front. Også her er forudsætningen en stor selvstændighed og ansvarsbevidsthed fra soldaternes side en forudsætning. Den højere fleksibilitet og de hurtigere reaktionsmuligheder skal her vurderes i forhold til risikoen for at frontofficeren kunne blive afskåret og de store tab af officerer. Trods denne risiko var dette et fast princip i den tyske hær.
En anden grundsætning fra eksercitsreglementet af 1888: "Undladelse af at gøre noget er en større synd end at vælge det forkerte middel". Heri lå den erkendelse af tøvende og afventende adfærd i tvivlstilfælde altid er værre end en måske ikke optimal handling. De preussisk/tyske soldater blev opdraget til med alle midler at fastholde initiativet. Et britisk studie efter den Fransk-preussiske krig nåede frem til følgende konklusion: "Ingen andre steder bliver den uafhængige vurdering og valgfriheden fra kommanderende general til underofficer plejet og tilskyndet i en grad som i den tyske hær. Glæden ved at have et ansvar blev betragtet som den vigtigste lederegenskab i den preussisk/tyske hær, det var ilde set at skubbe ansvar fra sig.
Sådanne ledelsesprincipper havde deres andel i de preussisk/tyske hæres tydelige operative overlegenhed i slutningen af 1800-tallet og begyndelsen af 1900-tallet. Bundeswehr og andre stridskræfter ledes fortsat efter dette forbillede. Moderne ledelsesmetoder såsom Management by Objectives er opbygget efter lignende grundprincipper.

### Ledere af den tyske generalstab (1871–1919)
- Helmuth von Moltke 7. oktober 1857–10. august 1888
- Alfred von Waldersee 10. august 1888–7. februar 1891
- Alfred Graf von Schlieffen 7. februar 1891–1. januar 1906
- Helmuth von Moltke (den yngre) 1. januar 1906–14. september 1914
- Erich von Falkenhayn 14. september 1914–29. august 1916
- Paul von Hindenburg 29. august 1916–3. juli 1919
- Wilhelm Groener 3. juli 1919–7. juli 1919
- Hans von Seeckt 7. juli 1919–15. juli 1919

## Struktur
I fredstid var hæren opbygget omkring arméinspektorater med tilknyttede armékorps. Oprindelig var der fem inspektorater, men i 1914 var de blevet til 8. I krigstid blev disse inspektorater omdannet til arméer.
| Inspektorat                   | Placering                                    | Tilhørende armékorps |
| ----------------------------- | -------------------------------------------- | --- |
| I arméinspektorat             | Hannover, fra 1900 Berlin, fra 1914 Danzig   | 1871: I armékorps, II armékorps, IX armékorps, X armékorps fra 1906: I armékorps, II armékorps, IX armékorps, X armékorps, XVII armékorps fra 1914: I armékorps, II armékorps, XVII armékorps                                                                                        |
| II arméinspektorat            | Dresden, fra 1906 Meiningen, fra 1914 Berlin | 1871: V armékorps, VI armékorps, XII armékorps ab 1906: V armékorps, VI armékorps, XII armékorps, XIX armékorps fra 1914: Gardekorps, XII (1. kgl. saksiske) armékorps, XIX (2. kgl. saksiske) armékorps                                                                             |
| III arméinspektorat           | Darmstadt, fra 1906 Hannover                 | 1871: VII armékorps, VIII armékorps, XI armékorps fra 1906: VII armékorps, VIII armékorps, XI armékorps, XIII armékorps XVIII. armékorps fra 1914: XIII armékorps, IX armékorps, X armékorps                                                                                         |
| IV arméinspektorat            | Berlin, fra 1906 München                     | 1871: III armékorps, IV armékorps tildelt 1. bayerske armékorps, II bayerske armékorps fra 1906: III armékorps, IV armékorps tildelt I bayerske armékorps, II bayerske armékorps fra 1914 :III armékorps tildelt I bayerske armékorps, II bayerske armékorps, III bayerske armékorps |
| V arméinspektorat             | Karlsruhe                                    | 1871: XIV armékorps, XV armékorps fra 1906: XIV armékorps, XV armékorps, XVI armékorps fra 1914: XIII (Kgl. württembergske) armékorps, IX armékorps, XV armékorps |
| fra 1914 VI arméinspektorat   | Stuttgart                                    | IV armékorps, XI armékorps, XIII armékorps |
| fra 1914 VII arméinspektorat  | Saarbrücken                                  | XVI armékorps, XVII armékorps, XXI armékorps |
| fra 1914 VIII arméinspektorat | Berlin                                       | XI armékorps, XX armékorps, XVIII armékorps |

De 25 armékorps (heraf tre bayerske med separate numre, to saksiske og et württembergsk) bestod i reglen af to divisioner. Et armékorps samlede styrke bestod af 1554 officerer, 43.317 mand, 16.934 heste og 2933 køretøjer.
Divisionerne bestod i reglen af to Infanteribrigader hver med to regimenter, to kavaleriregimenter af fem eskadroner (Bayern fire eskadroner) og en feltartilleribrigade med to regimenter. Et infanteriregiment bestod normalt af tre bataljoner, som hver havde fire kompagnier, dvs. 12 kompagnier i et regiment. Udrustningen i 1912/13 afstedkom i næsten alle regimenter opstilling af et 13. maskingeværkompagni.
Desuden rådede hvert armékorps over korpstropper i form af indtil to fodartilleriregimenter, en jægerbataljon, en til to pionerbataljoner, en trænbataljon samt forskellige andre enheder, såsom f.eks. en telegrafbataljon, 1-2 feltpionerkompagnier, 1-2 sanitetskompagnier, jernbanekompagnier osv.
Et infanteriregiment havde i 1900 en styrke i fredstid på 69 officerer, 6 læger, 1977 underofficerer og mænd samt 6 militærembedsmænd, i alt 2058 mand. Et kavaleriregiment havde 760 mand og 702 heste. Dette styrkemål var gældende for regimenter med stort budget. Regimenter med middelstort eller lavt budget havde en mindre styrke.
Et infanterikompagni med stort budget havde fem officerer og 159 underofficerer og mænd, de med lavt budget havde fire officerer og 141 underofficerer og mænd.
Ved kavaleriet havde man i fredstid intet armékorps kun en division, gardekavaleridivisionen.
Under mobiliseringen i 1. verdenskrig blev kavaleriet opdelt i hærkavaleri og divisionskavaleri. 
Hærkavaleriet blev organiseret i nydannede korps, som officielt hed Höheres Kavallerie-Kommando (HHK). De havde ingen generalkommandoer, lederen var ikke general og blandt korpstropperne var der ingen forsyningstropper, da de ligeledes nyopstillede kavaleridivisioner var selvstændige m.h.t. forvaltning og forsyning. De højere kavaleri-kommandoer bestod af 2 til 3 kavaleridivisioner med hver 2 kavaleribrigader som hver bestod af 2 kavaleri regimenter. Hærkavaleriet havde til opgave at foretage rekognoscering og sløre og sikre egne troppebevægelser og troppekoncentrationer.
Divisionskavaleriet bestod af et kavaleriregiment, fra 1916 af en eskadron i hver infanteridivision, hvis opgave det var at foretage taktisk rekognoscering for divisionen.
Rigshæren omfattede i 1914:
- 651 Infanteribataljoner i 217 regimenter á 3 bataljoner
- 18 jæger/skyttebataljoner
- 9 underofficersskoler, 1 oplæringsinfanteribataljon, en infanteriskydeskole, en geværafprøvningskommission
- 11 maskingeværafdelinger, 233 maskingeværkompagnier, 15 fæstningsmaskingeværafdelinger
- 490 kavalerieskadroner i 98 regimenter med hver 5 eskadroner
- 48 kavalerieskadroner i 12 regimenter med hver 4 eskadroner (kun Bayern)
- 633 feltartilleri-batterier i 100 regimenter
- 1 feltartilleriskydeskole
- 1 fodartilleriskole
- 48 fodartilleribataljoner i 24 regimenter med hver 2 bataljoner
- 28 pionerbataljoner med 26 projektørtog
- 2 pionerregimenter (Nr. 23 og Nr. 30)
- 8 jernbanebataljoner
- 9 telegrafbataljoner
- 5 luftskibsbataljoner
- 5 flyverbataljoner
- 1 lastbilbataljoner
- 25 trænafdelinger
- 317 områdekommandoer

Udviklingen i mandskabsstyrken i den tyske hær på udvalgte tidspunkter:
| år       | 1875    | 1888    | 1891    | 1893    | 1899    | 1902    | 1906    | 1908    | 1911    | 1913    | 1914    |
| -------- | ------- | ------- | ------- | ------- | ------- | ------- | ------- | ------- | ------- | ------- | ------- |
| Soldater | 420.000 | 487.000 | 507.000 | 580.000 | 591.000 | 605.000 | 610.000 | 613.000 | 617.000 | 663.000 | 794.000 |

### Våbenarter
Udover de klassiske våbenarter – infanteri, kavaleri og artilleri – opstod der som følge af den tekniske udvikling nye. Det skete dels ved udvidelse af allerede eksisterende mindre enheder (ingeniørtropper og træn) dels ved at hæren indførte nye tekniske hjælpemidler.

## Militærudgifter
Militærudgifterne bliver til vist i forhold til flådeudgifterne og i sammenligning med de vigtigste andre stormagter.
| År   | Befolkning         | Hær       | Hær       | Flåde     | Flåde     |
| ---- | ------------------ | --------- | --------- | --------- | --------- |
|      | mio.               | mio. Mark | pr. indb. | mio. Mark | pr. indb. |
|      | Tyskland           |           |           |           |           |
| 1905 | 60,6               | 697       | 11,5      | 231       | 3,8       |
| 1910 | 64,9               | 831       | 12,8      | 426       | 6,6       |
| 1913 | 67,5               | 1009      | 14,9      | 467       | 6,9       |
|      | Østrig-Ungarn      |           |           |           |           |
| 1905 | 47,4               | 419       | 8,8       | 97        | 2         |
| 1910 | 51,5               | 407       | 7,9       | 57        | 1,1       |
| 1913 | 52,7               | 496       | 9,4       | 155       | 3         |
|      |                    |           |           |           |           |
|      | Frankrig           |           |           |           |           |
| 1905 | 39,2               | 603       | 15,3      | 254       | 6,5       |
| 1910 | 39,5               | 698       | 17,7      | 301       | 7,6       |
| 1913 | 39,7               | 766       | 19,3      | 412       | 10,4      |
|      |                    |           |           |           |           |
|      | Storbritannien     |           |           |           |           |
| 1905 | 43                 | 581       | 13,5      | 676       | 15,7      |
| 1910 | 45                 | 560       | 12,4      | 825       | 18,3      |
| 1913 | 46                 | 576       | 12,5      | 945       | 20,5      |
|      | Italien            |           |           |           |           |
| 1905 | 33,3               | 237       | 7,1       | 106       | 3,2       |
| 1910 | 34,5               | 381       | 11,1      | 192       | 5,6       |
| 1913 | 35,1               | 332       | 9,5       | 205       | 5,9       |
|      | Japan              |           |           |           |           |
| 1905 | 47,9               | 23        | 0,5       | 49        | 1         |
| 1910 | 52,4               | 180       | 3,4       | 158       | 3         |
| 1913 | 54,3               | 207       | 3,8       | 203       | 3,7       |
|      | Rusland            |           |           |           |           |
| 1905 | 143                | 817       | 5,7       | 252       | 1,8       |
| 1910 | 151,5              | 1046      | 6,9       | 244       | 1,6       |
| 1913 | 157,8              | 1254      | 8         | 498       | 3,2       |
|      | De forenede Stater |           |           |           |           |
| 1905 | 83,2               | 506       | 6,1       | 467       | 5,6       |
| 1910 | 92,0               | 673       | 7,3       | 504       | 5,5       |
| 1913 | 96,8               | 422       | 4,4       | 595       | 6,1       |

Hvad angår militærudgifternes absolutte størrelse lå Tyskland klart under Storbritannien og Rusland, og i udgift pr. indbygger lå Tyskland klart under Storbritannien og Frankrig. Selv om Tyskland lå i en udsat position midt i Europa og derfor altid måtte være forberedt på at føre krig på to fronter lå militærudgifterne klart under de fleste andre europæiske stormagter. Dette bliver særligt tydeligt, når man sammenligner Centralmagterne med Tripelententen, som blev etableret i 1907. Dette handicap forsøgte man at udligne gennem en bedre organisation, træning og ledelse. I løbet af 1. verdenskrig viste det sig imidlertid, at man ikke herved kunne opveje den kvantitative underlegenhed.

## Bevæbning og udrustning

### Den enkelte soldat
Infanteristernes personlige våben bestod af Gewehr 88, senere Gewehr 98 (begge kaliber 8 mm. Gewehr 88 fungerede ikke tilfredsstillende og blev forholdsvis hurtigt udskiftet med det bedre Gewehr 98, som i karabinversionen Karabiner 98k fortsat var standardvåbenet under 2. verdenskrig) og bajonet. Underofficerer havde en revolver og officersbajonet. Jægere var i stedet for bajonet udstyret med en hirschfænger. I kavaleriet anvendte man karabiner i stedet for geværer i form af K88 eller K98 samt en daggert. Underofficerer havde sabel. Desuden anvendte man lanser.

### Jernbanetropper
Jernbanetropperne kunne ikke kun drive eksisterende jernbanelinjer, men kunne også bygge nye feltjernbaner herunder de nødvendige broer. I forbindelse med deres uddannelse havde hæren fået ansvaret for forvaltningen af jernbanelinjen Berlin – Zossen – Jüterbog

### Flystyrker
De tyske Luftstreitkräfte, som før 1916 gik under betegnelsen Die Fliegertruppen des deutschen Kaiserreiches, var de tyske flystyrker rettet mod operationer over landjorden under 1. verdenskrig (1914–1918). Luftstreitkräfte var en integreret del af den tyske hær under hele 1. verdenskrig.

## Uniform
Ganske vist blev de forskellige troppekontingenter i hæren udrustet efter fælles retningslinjer efter kejserrigets grundlæggelse, men hvad angik hovedbeklædning, farvevalg og facon var der mange varianter.
De forskellige enheder og grader kunne identificeres ud fra:
- Emblemer og farven på knapper (herefter rettede sig i reglen også farven på tresser, snore og hjelmbeslag)
- Skulderstropper (menige og underofficerer) og epauletter (officerer)
- Uniformens form og snit samt beslag på hjelm
- Kokarder
- Gradstegn på ærmer

Her er nogle eksempler:
- Ærmer (kun i Sachsen)
- Brandenburgske ærmer, Garde, menige
- Svenske ærmer, menige, Garde
- Svenske ærmer med hvide knapper, underofficerer
- Skulderstropper
Leib-Drag.Rgt Nr. 20
Bayerske infanteri - livregiment
 Kürassier Rgt Nr. 2
- Skulderstropper
InfRgt Nr. 168
Füsilier Rgt Nr. 36
InfRgt Nr. 18
- Skulderstropper,
epauletter
 badenske dragonregimenter Nr. 21-22
- Skulderstrop,
epaulet
6. württembergske infanteriregiment Nr. 124

Grundfarven i infanteriets uniform var preussisk blå. Kontingenterne fra de fleste tyske stater var allerede gennem militærkonventioner blevet indlemmet i den preussiske hær eller tilknyttet den og havde kun mindre særrettigheder tilbage, såsom krav på egne kokarder på hovedbeklædningen og andre kendetegn. Hvilken tysk stat en soldat stammede fra kunne man se på kokarden på hovedbeklædningen, ærmerne og gradstegnene på skuldrene. I 1914 fandtes der i alt 272 forskellige variationer i uniformeringen. Det drejede sig i de fleste tilfælde kun om småting, mens de saksiske og bayerske uniformer var mere afvigende.
Våbenfrakken var enradet med 8 knapper. Bukserne var sorte. Om sommeren blev der også båret hvide bukser. Støvlerne var såkaldte "Knobelbecher" (terningebægre).
Tyske soldater fik hvert år nye uniformer. Der var i alt indtil fem sæt. Den første var til paradeformål. Den anden var til brug ved udgang. Tredje og fjerde var til almindelig brug (drejlsuniform) og den femte var, i fald den fandtes, til brug i krigstilfælde og lå i depot.
Hovedbeklædningen var principielt den kendte pikkelhue. Jægere og maskingeværenheder bar en chakot. Under parade bar to preussiske garderegimenter grenaderhuer i gammelpreussisk stil. Til mange uniformsformer var der foreskrevet brug af huer eller kasketter.
Jægere og skytter bar en mørkegrøn våbenfrakke. Artilleriet havde en mørkeblå våbenfrakke med sorte kraver. Hjelmspidsen endte i en kugle. Trænsoldaterne bar mørkeblå våbenfrakker med lyseblå kraver og en chakot.
Uniformerne forblev stort set uforandrede indtil krigsudbruddet. Fra 1897 blev der udover landsdelskokarder også båret en rigskokarde.
I 1907 blev de første feltgrå uniformer indført som forsøg. De skulle kun anvendes i tilfælde af krig, men blev allerede efter 1909/10 brugt under manøvrer. Frem til krigens udbrud og under krigen undergik den feltgrå uniform yderligere ændringer. Således blev farven nærmest grågrøn, men beholdt betegnelsen feltgrå. Under 1. verdenskrig blev der udelukkende benyttet feltgrå uniformer, og i starten blev pikkelhuerne båret med overtræk, men fra midten af krigen blev stålhjelmen M 1916 indført overalt.

## Tjenestegrader
Der var seks grupper af tjenestegrader i den tyske hær:
1. Mandskab (menige)
2. Underofficerer (med og uden kårde)
3. Underordnede officerer
4. Kaptajnsofficerer (premierløjtnanter, kaptajner og majorer)
5. Stabsofficerer og
6. Generaler

Tjenestegraderne i den preussiske hær var forbillede for tjenestegraderne i den tyske hær indtil vore dages Bundeswehr.

## Leveforhold i den tyske hær

### Betaling og underhold (ca. 1900)
Mandskabets og underofficerernes aflønning bestod af løn, som udbetaltes forud hver 10. dag, samt brødpenge, underhold, beklædning og bolig med lys og varme m.v. I særlige tilfælde blev der betalt en finansiel godtgørelse hertil. Hertil kom gratis lægehjælp og medicin. Gifte underofficerer fik også gratis lægehjælp og medicin til deres familier.
Nogle underofficerer fik dog månedlig gage i lighed med officerer.
| Tjenestegrad                                           | Løn eller gage        | Kostpenge             | Boligtilskud                                         |
| ------------------------------------------------------ | --------------------- | --------------------- | ---------------------------------------------------- |
| Mandskab og underofficerer - månedlig aflønning i mark |                       |                       |                                                      |
| Menig                                                  | 6,60 *                | ca. 9,--              | Bolig stilles til rådighed                           |
| Underkorporal                                          | 8,10                  | ca. 9,00              | Bolig stilles til rådighed                           |
| Underofficer                                           | 21,60                 | ca. 13,00             | Bolig stilles til rådighed                           |
| Sergent                                                | 32,10                 | ca. 13,00             | Bolig stilles til rådighed                           |
| Viceoversergent                                        | 41,10                 | ca. 13,00             | Bolig stilles til rådighed                           |
| Oversergent                                            | 56,10                 | ca. 13,00             | Bolig stilles til rådighed                           |
| Officerer - årsgage i mark                             |                       |                       |                                                      |
| Materieloversergent (ikke officer, men gageaflønnet)   | 1.104,00 til 1.404,00 | 300,00                | Tjenestebolig                                        |
| Løjtnant                                               | 900,00 til 1.188,00   | 288,00 til 420,00     | 216,00 til 420,00 (ugifte løjtnanter 6,00 bordpenge) |
| Kaptajner og ritmestre 2. kl.                          | 3.900,00              | 432,00 til 972,00     | 360,00 til 900,00                                    |
| Kaptajner og ritmestre 1. kl.                          | 5.850,00              | 432,00 til 972,00     | 360,00 til 900,00                                    |
| Stabsofficerer (ikke regimentschef)                    | 5.850,00              | 594,00 til 1.314,00   | 540,00 til 1.200,00                                  |
| Stabsofficerer (regimentschef)                         | 7.800,00              | 594,00 til 1.314,00   | 600,00 til 1.500,00                                  |
| Kommanderende general                                  | 12.000,00             | 1.188,00 til 2.520,00 | Tjenestebolig med indretning                         |

Til sammenligning tjente en metalarbejder i 1910 mellem 20 og 40 mark om ugen., dvs. mellem 1040 og 2080 mark om året.
- * Menige fik et dagligt sold på 22 pfennig, Gardere fik 1 pf. gardetillæg, så de nåede op på 23 pf.

#### Officerernes leveforhold
De økonomiske forhold for de lavere officersgrader var yderst beskedne. Løjtnanter var henvist til at få tilskud hjemmefra. Alt efter hvor eksklusivt et regiment man tilhørte, og den heraf følgende levestil, var det nødvendigt med et tilskud på mellem 50-200 mark om måneden. Ingen løjtnant kunne leve af sin gage. Dette sikrede naturligvis en social selektion. De omtalte officerer stammede i reglen fra familier, som havde råd til at understøtte deres sønner økonomisk.
I reglen tog det ca. 10 år at blive forfremmet til kaptajn. Herefter varede det yderligere omkring 15 år inden man blev forfremmet til major. Det var de færreste officerer, som blev forfremmet til stabsofficerer. De fleste forlod hæren inden, hvilket altid kunne lade sig gøre, da der ikke var krav om gennemførelse af en bestemt tjenestetid.
Til ægteskab blev en årsindkomst på mindst 4000 mark anset for nødvendig, hvilket først ældre kaptajner opnåede. Indtil da kunne officerer kun gifte sig, hvis bruden bragte tilstrækkelig mange penge ind i ægteskabet. Officerer skulle indhente en forudgående tilladelse "Heiratserlaubnis" fra deres overordnede inden de kunne gifte sig. De økonomiske forhold havde stor betydning for tildelingen af ægteskabstilladelse, ligesom brudens standsmæssige herkomst.
Først fra kaptajn og derover kunne officerernes gager sammenlignes med overordnede tjenestemænds.

### Militær uddannelse, hverdag og rekruttering
Hvert armékorps havde egne rekrutteringsområder, hvorfra langt hovedparten af personelbehovet blev dækket. Den almindelige værnepligt var, kan man se i dag, en vigtig integrationsfaktor i det sig hastig forandrende kejserrige. Med årlige indkaldelser på 200-300.000 mand var det langt fra alle værnepligtige, som blev indkaldt. Man foretrak rekrutter fra landet, mens andelen af indkaldte fra storbyer og blandt arbejdere var tydeligt lavere. De unge mænd kom til at opleve en organisation med streng disciplin, hvor man forsøgte at være retfærdig, også selv om det ikke altid lykkedes. Kravene og tjenestebetingelserne var i almindelighed hårde. Misforhold og overgreb blev imidlertid i stigende grad påpeget af aviserne og endda debatteret i Rigsdagen. Hærens ledelse følte behov for at imødegå de største fejltagelser. Tjenesten i hæren blev i løbet af det 19. århundrede betydeligt mere attraktiv, og således meldte 64.000 mand sig frivilligt i 1912.
Hovedparten af underofficererne tilhørte de såkaldte ,,kapitulanter, dvs. værnepligtige som frivilligt havde forlænget deres tjenestetid med et år. Forfremmelse til officer var så godt som udelukket. De fleste underofficerer gjorde tjeneste i 12 år og havde herefter som militæransøgere forrang til at blive ansat i hele den lavere civile forvaltning, ved postvæsenet, jernbanen osv.
Nye officerer måtte i stigende grad rekrutteres blandt den ikke-adelige befolkning. Det var i Preussen og Bayern en forudsætning, at man havde studentereksamen. Før 1. Verdenskrig havde 2/3 af officerskandidaterne studentereksamen, og i 1913 udgjorde borgerlige 70 % af officerskorpset.
Officerskorpset havde især i Preussen en fremtrædende plads i samfundet. I Sydtyskland var det knap så tydeligt. I Preussen var selv løjtnanter hoffærdige (dvs. havde adgang til hoffet), i Bayern var det kun stabsofficerer og højere. Officerernes renomme var højt, f.eks. på grund af den betydning militæret havde haft for Tysklands samling. Som følge heraf var en karriere som reserveofficer i høj kurs i borgerlige kredse.
Enhver officer var forpligtet til at forsvare standens ære. Det var ikke kun noget personligt og individuelt, men noget som vedrørte hele officerskorpset. Standens ære omfattede troskab overfor kejser, folk og fædreland. Det preussiske pligttroskab, som indgik i det overordnede tjenestebegreb indeholdt imidlertid også troskab nedad, dvs. en personlig forsorgspligt overfor de underordnede. Dette æresbegreb førte til et homogent officerskorps med fælles normer og værdier.

### Værnepligt
Enhver duelig tysk mand, som ikke var udelukket på grund af vanærende straffe, var værnepligtig fra det afsluttede 17. til det afsluttede 45. leveår. Enhver værnepligtig kunne fra det 20. til det 39. leveår indkaldes til tjeneste i hæren eller flåden.
Tjenestepligten blev opdelt i:
1. aktiv tjenestepligt
2. reserve tjenestepligt
3. Landwehr tjenestepligt
4. Erstatnings-reserve tjenestepligt.

Den, som ikke tilhørte nogen af disse kategorier, tilhørte Landsturm.

#### Aktiv tjenestepligt
Den varede fra 1893 2 år ved infanteriet og alle øvrige fodtropper. Ved kavaleriet og det ridende artilleri var den 3 år, ved trænet var den 1 eller 2 år, og ved flåden 3 år.

#### Etårsfrivillige
Unge mænd, som kunne fremvise et videnskabeligt duelighedsbevis – f.eks. eksamensbevis fra den etårige Untersekunda, og selv havde råd til at betale for mundering, kunne udføre deres tjenestepligt som såkaldte etårsfrivillige. De skulle melde sig frivillig mellem det afsluttede 17. og 20. leveår. Prøven indeholdt tre sprog (tysk og to fremmedsprog) samt geografi, litteratur, matematik, fysik og kemi. Indkaldelsen fulgte så den 1. oktober (undtagelsesvis 1. april) De etårsfrivillige kunne, i det omfang det var muligt, selv vælge våbengren. Efter seks måneders aktiv tjenestetid kunne de forfremmes til underkorporal.
De etårsfrivillige blev, hvis de egnede sig til det, uddannet til reserveofficerer eller til Landwehr, ellers blev de underofficerer af reserven eller Landwehr.

#### Reservetjenestepligt
De som var færdige med aktiv tjeneste blev overført til reserven. Tjenestepligten i reserven varede indtil der sammen med den aktive tjenesteperiode var gået syv år. Reservister var forpligtet til at deltage i 8 ugers øvelser.

#### Landwehr tjenestepligt
Ved Landwehr var der første og andet geled. Efter tiden i reserven blev man overført til første geled. Ved indtil to års aktiv tjeneste varede tjenestetiden fem år. Mænd med mindst tre års aktiv tjeneste blev kun tre år i første geled. Mænd i første geled kunne indkaldes til øvelser.
Man blev i Landwehr indtil den 31. marts i det år hvor man afsluttede det 39. leveår. For de som havde tiltrådt aktiv tjeneste inden det 20. leveår sluttede tjenestepligten tilsvarende før.

#### Erstatningsreserve tjenestepligt
Personer, som ganske vist var erklæret tjenestedygtige, men ikke var blevet indkaldt til aktiv tjeneste, blev efter behov overført til erstatningsreserven. Dette personel var det meningen skulle supplere hæren i krigstilfælde. Det var en stor gruppe, for i 1914 var næsten halvdelen af alle tjenestedygtige i hver årgang ikke blevet indkaldt til tjeneste. Erstatningsreserve tjenestepligten varede i 12 år fra det 20. til det 32. leveår.

#### Landsturm
Alle personer fra det 17. til det 45. leveår, som var tjenestedygtig, men ikke tilhørte nogen af de ovennævnte grupper, tilhørte Landsturm. I fredstid gennemførte Landsturm ikke øvelser.

#### Rekrutteringsområder
Hvert armékorps havde et rekrutteringsområde, hvorfra korpsets enheder i første række hentede mandskab. Korpsområderne var yderligere inddelt i Landwehrbezirke, som blev ledet af en Bezirkskommando. Et Landwehrbezirk bestod af en række underordnede forvaltningsområdet. Desuden var der indrettet en række kontorer til overvågning af de værnepligtige. Gardekorpset havde et eget rekrutteringsområde idet udvalgt mandskab til den preussiske garde (af garderhøjde) kom fra hele Preussen og staterne i Nord- og Mellemtyskland.

#### Tjenestestart og edsaflæggelse
Værnepligtige indkaldtes hvert år i oktober. Edsaflæggelsen skete efter oplæsning af krigsartiklerne og åndelig forberedelse efter trosretning i kirker og synagoger med hånden på fanen eller ved artilleriet på kanonen. Hver forbundsstat havde sin egen ed. Der blev aflagt ed til den lokale fyrste og kejseren. Værnepligtige fra Elsass og Lothringen aflagde kun ed til kejseren. Hvis værnepligtige aftjente deres værnepligt i en anden forbundsstat aflagde de deres egen stats ed men fik belæring om også at være tro mod den fyrste som enheden tilhørte.

#### Frivillig tjeneste
Det var muligt at melde sig frivilligt til aktiv tjeneste i 2, 3 eller 4 år – hvilket havde den fordel, at man selv kunne vælge hvilken våbenart man ville tilhøre, i stedet for blot at blive tildelt en. Ligeledes kunne man frivilligt forlænge tjenestetiden. Disse frivillige kaldtes kapitulanter, og var det primære rekrutteringsgrundlag for underofficerer.

#### Civil forsørgelse af udtjente underofficerer
Underofficerer, som udtrådte af hæren efter 12 års tjeneste, modtog et civilforsørgelsesbevis, som gav den fortrinsret til ansættelse i statens tjeneste. Desuden modtog aftrådte underofficerer en tjenestepræmie, som i 1911 var på 1000 mark.